# Gasthuishof (Venlo)
De Gasthuishof is een monumentale boerderij met woon- en jachthuis in de nabijheid van de grens van Venlo met Kaldenkerken.

## Geschiedenis
In 1654 werd de boerderij gebouwd en ter herinnering hieraan werd het ankerjaartal 1654 aangebracht.

## Bouwwerk
De boerderij heeft een wolfsdak, een tandlijst en in de bogen van oudere vensters zijn segmentboogvensters aangebracht. Op het erf staat een jachthuis met ellipsboogvensters met in de topgevels vlechtingen en wordt gedekt door een zadeldak. In de gevel is het ankerjaartal 1771 aangebracht.
Op het erf staat een monumentale kastanje en niet ver van het erf vandaan ligt een middeleeuwse landweer, op de vroegere grens tussen hertogdom Gelre en hertogdom Gulik.